# Mecodina diastriga
Mecodina diastriga là một loài bướm đêm trong họ Erebidae.